# Joseph Hackin

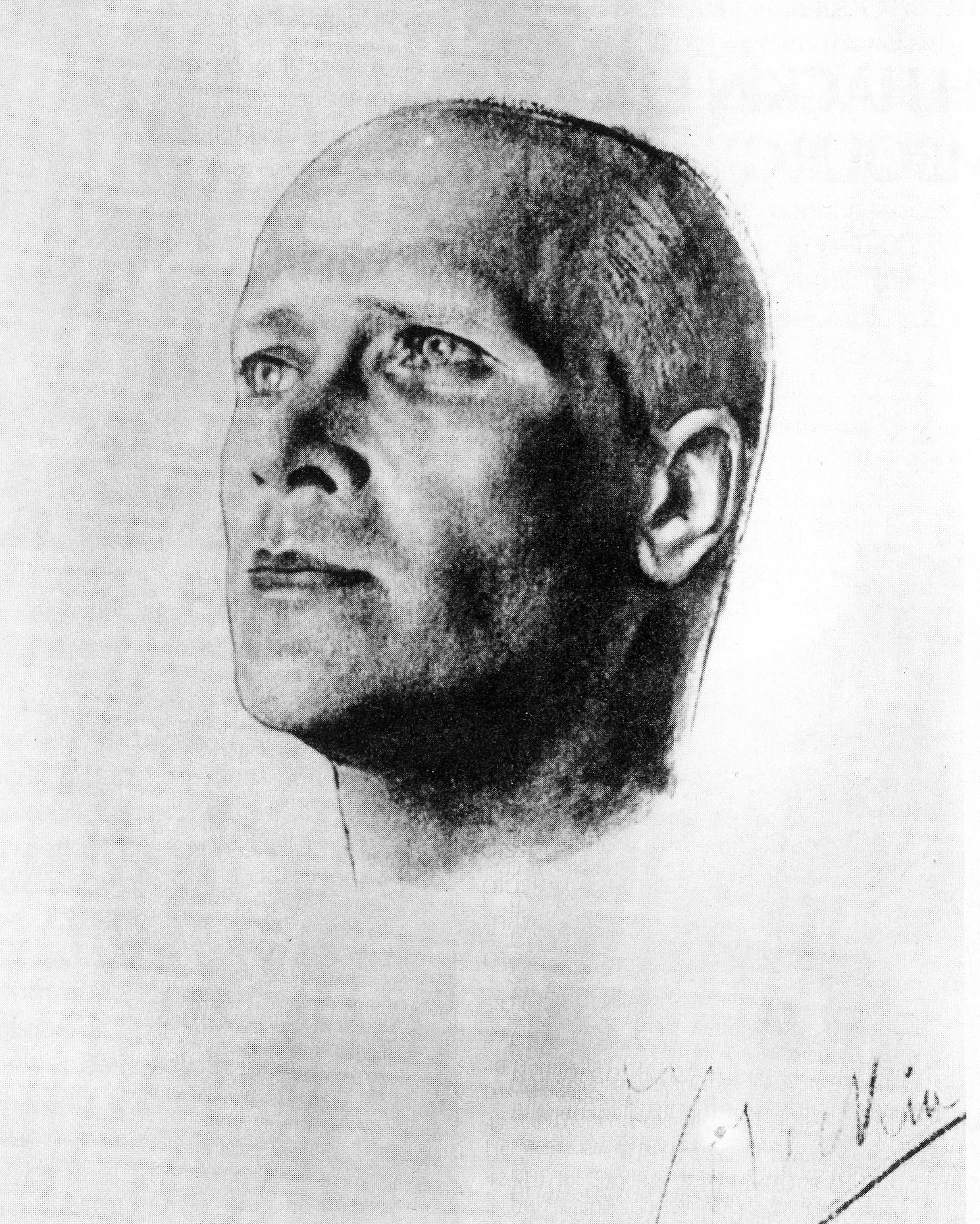
Joseph Hackin (1932), porträtiert von Alexander Jakowlew

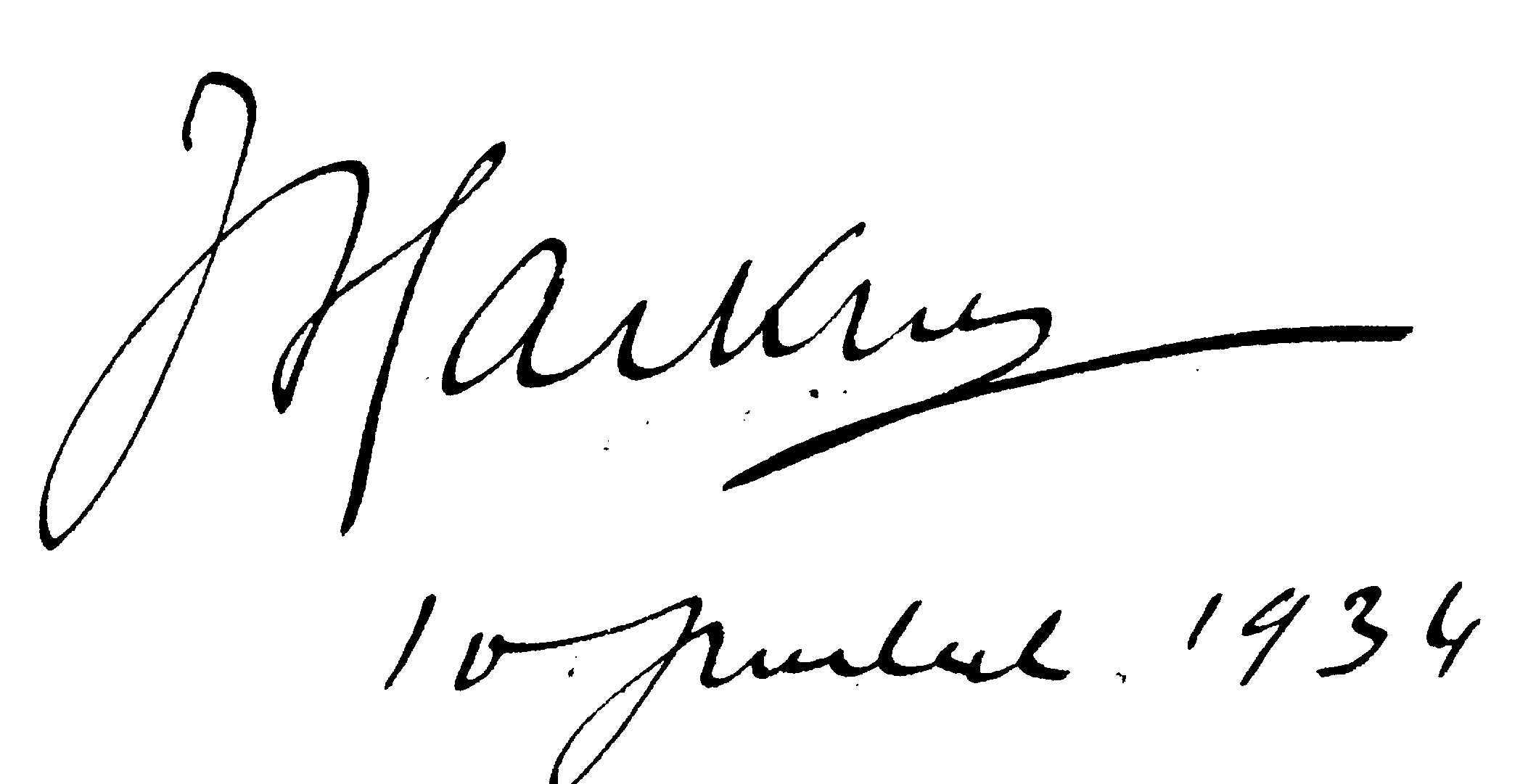
Unterschrift von Joseph Hackin, 1934

Joseph Gaspard Hackin (* 8. November 1886 in Boevange sur Attert, Luxemburg; † 24. Februar 1941 bei den Färöer-Inseln) war ein luxemburgisch-französischer Archäologe, Kunsthistoriker und Forschungsreisender in Asien. Er war Direktor des Musée Guimet in Paris und unternahm Ausgrabungen in Afghanistan. Im Zweiten Weltkrieg war er Mitglied der Freien Französischen Streitkräfte (FFL) im Umfeld von General de Gaulle.

## Leben vor dem Zweiten Weltkrieg
Joseph Hackin, Sohn eines Kutschers, studierte in Paris an der École libre des sciences politiques (Diplom 1907) und der École pratique des hautes études (Diplom 1913). 1912 erhielt er die französische Staatsbürgerschaft. 1914 wurde er als einfacher Soldat eingezogen und stieg bis zum Kriegsende auf zum Oberleutnant und Kompanieführer. Er wurde dreimal verwundet und erhielt das Croix de guerre mit zwei Zitationen.
1907 wurde er Sekretär des Industriellen, Stifters und Sammlers asiatischer Kunst Émile Guimet an dessen Museum für orientalische Kunst, dem Musée Guimet in Paris. 1913 wurde er Konservator des Museums, 1923 dessen Direktor.
1916 wurde Hackin an der Universität Paris promoviert und lehrte danach an der École du Louvre, ab 1929 als Professor. Dabei lernte er die Studentin Marie („Ria“) Parmentier (1905–1941) kennen; das Paar heiratete im September 1928. Von 1923 an unternahm er auf Einladung von Alfred Foucher im Rahmen der Délégation archéologique française en Afghanistan archäologische Untersuchungen in Afghanistan, wobei überwiegend Probegrabungen vorgenommen wurden.
Von 1930 bis 1933 leitete Hackin das Maison franco-japonaise in Tokio. In dieser Zeit nahm er als Archäologe an der Croisière Jaune („Gelbe Kreuzfahrt“ bzw. „Gelbe Expedition“) teil, der äußerst aufwändigen Asien-Expedition des Automobilherstellers Citroën über 13.000 Kilometer, ausgerüstet mit Halbkettenfahrzeugen des Typs Citroën C4 Autochenilles.

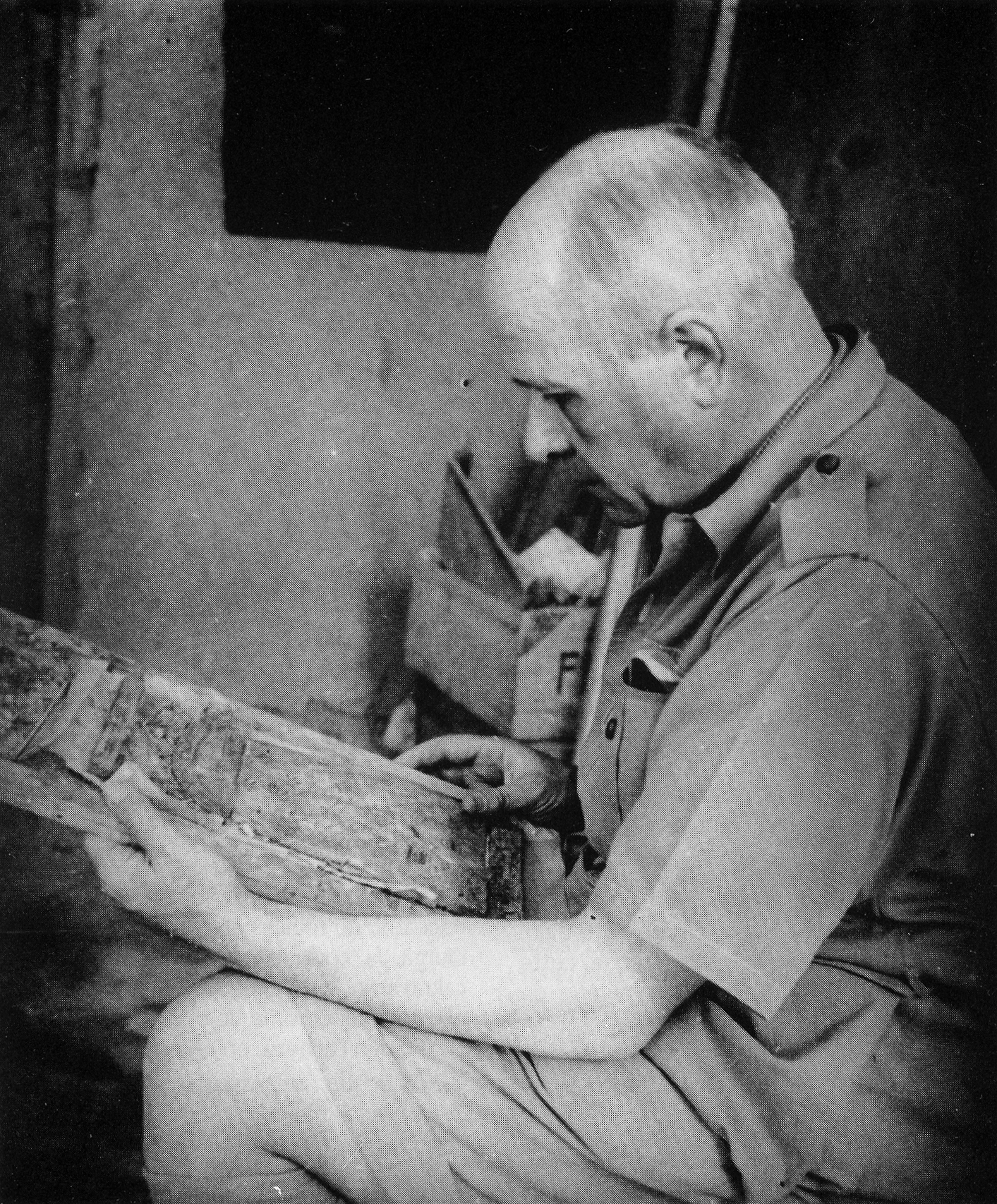
Joseph Hackin begutachtet eine Elfenbeinschnitzerei aus dem Schatzfund von Begram

1934 wurde Hackin Leiter der Délégation archéologique française en Afghanistan. Gemeinsam mit seiner Frau führte er Forschungsarbeiten in Bamiyan, dem Ort der berühmten Buddha-Statuen, sowie im nördlich von Kabul gelegenen Begram durch, wahrscheinlich dem Ort Kapisa des zentralasiatisch-nordindischen Kuschanreiches. Unterstützt wurden die beiden Hackins von dem Architekten Jean Carl.
Während der Ausgrabungen von 1937 in Begram entdeckte Marie Hackin zwei vermauerte Kellerräume (Chantier 2, Kammern 10 und 13), die den Schatzfund von Begram enthielten. Er besteht überwiegend aus römischen Glasgefäßen höchster Qualität des 1. Jahrhunderts n. Chr., hellenistischen Gipsabdrücken sowie aus Elfenbeintafeln mit indischen Motiven, u. a. von Flussgöttern, die vermutlich aus dem 3. Jahrhundert stammen. Sein Nachfolger als Leiter der Délégation wurde Daniel Schlumberger.

## Mitglied der Freien Französischen Streitkräfte und Tod
Bei Kriegsbeginn wurde Joseph Hackin zunächst im Range eines Capitains, dann eines Commandants (Stabsoffizier im Majorsrang) in der französischen Gesandtschaft Kabul reaktiviert und als Verbindungsoffizier dem mediterranen Operationsgebiet (General Weygand) zugewiesen. Ein Angebot Marschall Pétains, in den diplomatischen Dienst Vichy-Frankreichs zu treten und die Leitung der Gesandtschaft in Afghanistan zu übernehmen, lehnte er ab. Am 6. Juli 1940 telegrafierte er General de Gaulle und trat den Freien Französischen Streitkräften (FFL) bei. Er folgte so dem berühmten Appell de Gaulles vom 18. Juni 1940 sowie der Anerkennung des Generals als Führer des „Freien Frankreich“ („France Libre“) durch Winston Churchill vom 28. Juni 1940. Gemeinsam mit seiner Frau traf er über Bombay und den Seeweg im Oktober 1940 in London ein. Im Hauptquartier General de Gaulles und der FFL in Carlton Gardens Nr. 4 wurde er mit der Aufgabe betraut, die verschiedenen Komitees von France Libre weltweit zu koordinieren und ihnen Informationen und Direktiven zu geben. Am 14. Dezember 1940 sprach er über BBC, um die Franzosen zum Widerstand zu ermutigen. Seine Frau Marie trat dem Corps des Voluntaires Françaises im Range eines Sous-Lieutenant bei.
Anfang Februar 1941 beauftragte de Gaulle Joseph Hackin, die Interessen des Freien Frankreichs als Gesandter beim englischen Vizekönig in Indien zu vertreten. Hackins diplomatisches Aufgabengebiet dürfte von Indien aus Französisch-Indochina gewesen sein. Das Laos, Kambodscha und Vietnam umfassende Territorium, das Hackin vertraut war, behielt bis Kriegsende eine Vichy-treue Kolonialverwaltung unter japanischer Oberherrschaft.
Joseph Hackin schiffte sich mit seiner Frau am 21. Februar 1941 in Liverpool an Bord des britischen Frachtdampfers Jonathan Holt mit Ziel Westafrika ein, um von dort nach Indien zu gelangen. Das Schiff fuhr in einem Geleitzug, der durch deutsche U-Boote angegriffen wurde. Die Jonathan Holt sank durch ein Torpedo von U 97 und das Ehepaar Hackin verlor sein Leben.

## Ehrungen
1923 wurde Joseph Hackin Ritter der Ehrenlegion, 1930 wurde er Offizier der Ehrenlegion.
1939 wurde er korrespondierendes Mitglied der Académie des Inscriptions et Belles-Lettres.
Joseph und Marie Hackin erhielten posthum den durch General de Gaulle geschaffenen Ordre de la Libération zugesprochen, der nur an 1038 Personen verliehen wurde, darunter sechs Frauen. Diese Personen tragen den Titel „Compagnons de la Libération“. Die „Compagnons de la Libération“ sind im Museum des Ordens, dem Musée de’l Ordre de la Libération im Hôtel des Invalides in Paris, namentlich aufgeführt.
Im Jahre 1961 erhielt eine Straße im 16. Arrondissement von Paris den Namen Rue Joseph-et-Marie-Hackin. Im Luxemburger Ortsteil Kirchberg ist eine Straße nach Joseph und Marie Hackin benannt.
1986 veranstaltete das Musée Guimet die Ausstellung Paris – Tokyo – Begram. Hommage à Joseph Hackin (1886–1941)  anlässlich des 100. Geburtstages seines ehemaligen Direktors. 1987 veranstaltete das Musée d’Histoire et d’Art in Luxemburg eine Gedächtnisausstellung für das Ehepaar unter dem Titel Joseph et Ria Hackin. Couple d’origine luxembourgeoise au service des arts asiatiques et de la France.

## Veröffentlichungen (Auswahl)
Siehe Arion Rosu: L'oeuvre de Joseph Hackin. Bibliographie.
- L'Art tibétain, collection de M. J. Bacot exposée au Musée Guimet. P. Geuthner, Paris 1911.
- Les scènes figurées de la vie de Bouddha d'après des peintures tibétaines. Paris 1916 (Dissertation).
- Formulaire sanscrit-tibétain du Xe siècle. Librairie orientaliste Paul Geutner, Paris 1924.
- La sculpture indienne et tibétaine au Musée Guimet. Librairie Ernest Leroux, Paris 1931.
- mit André Godard, Yedda Godard: Les antiquités bouddhiques de Bāmiyān (= Mémoires de la Délégation archéologique française en Afghanistan, Band 2). Van Oest, Paris 1928.
- L'œuvre de la Délégation archéologique française en Afghanistan (1922–1932)  Bd. 1: Archéologie bouddhique. Maison franco-japonaise, Tokyo 1933.
- Nouvelles recherches archéologiques à Bāmiyān Bd. 1, avec la collaboration de Jean Carl (= Mémoires de la Délégation archéologique française en Afghanistan Bd. 3). Van Oest, Paris 1933.
- mit Ria Hackin: Le site archéologiques de Bamyan. Guide du visiteur. Les édition d'art et d'histoire, Paris 1934.
  - deutsch: Joseph und Ria Hackin: Bamian. Führer zu den buddhistischen Höhlenklöstern und Kolossalstatuen. Les édition d'art et d'histoire, Paris 1939.
- Recherches archéologiques au col de Khair Khaneh, près de Kābul, avec la collaboration de Jean Carl (= Mémoires de la Délégation archéologique française en Afghanistan Bd. 7). Éditions d'art et d'histoire, Paris 1936.
- Recherches archéologiques à Begram: chantier n° 2 (1937), avec la collaboration de Marie Hackin (= Mémoires de la Délégation archéologique française en Afghanistan. Band 9). Les Éditions d’art et d’histoire, Paris 1939 (Digitalisat Textband, Tafelband).
- Nouvelles recherches archéologiques à Begram, ancienne Kâpici, 1939–1940, avec la collaboration de Marie Hackin, Jean Carl et Pierre Hamelin; études comparatives par Jeannine Auboyer, V. Elisséeff et al. (avant-propos par Alfred Foucher, René Grousset, Philippe Stern) (= Mémoires de la Délégation archéologique française en Afghanistan Bd. 11). Presses universitaires, Paris 1954.
- Diverses recherches archéologiques en Afghanistan 1933–1940, avec la collaboration de Jean Carl et J. Meunié; avec des études de Roman Ghirshman et Jean-Claude Gardin, avant-propos par Philippe Stern (= Mémoires de la Délégation archéologique française en Afghanistan Bd. 8). Presses universitaires de France, Paris 1959.